# Glimmer (musikalbum)
Glimmer är Andi Almqvists tredje studioalbum, utgivet på skivbolaget Rootsy 2009. 

## Låtlista
Där inte annat anges är låtarna skrivna av Andi Almqvist.
1. "Sleeping Pills" - 2:56
2. "She Lost the Sea But Found the Ocean" - 3:33 (Andi Almqvist, Mirjam Timmer)
3. "Hyena" - 3:04
4. "Amsterdam" - 3:51
5. "Death" - 3:50
6. "My Birthday, the Moon festival" - 1:30 (Steve Kilbey)
7. "Krautobahn" - 3:19
8. "Merlin Hotel" - 3:03 (Andi Almqvist, Bebe Risenfors)
9. "Ich Geh' Mit Meiner Laterne" - 0:46 (trad.)
10. "Krumlov" (Live at Grand Theatre, Groningen, Holland) - 6:40
11. "Pavla" - 3:57
12. "Sobsister" - 3:54
13. "Petra Moved On" - 4:30

## Mottagande
Skivan fick ett gott mottagande och snittar på 3,9/5 på Kritiker.se, baserat på åtta recensioner.